# Огродзона (Сілезьке воєводство)
Огродзона (пол. Ogrodzona) — село в Польщі, у гміні Дембовець Цешинського повіту Сілезького воєводства.
Населення — 877 осіб (2011).

## Демографія
Демографічна структура станом на 31 березня 2011 року:
|          | Загалом | Допрацездатний вік | Працездатний вік | Постпрацездатний вік |
| -------- | ------- | ------------------ | ---------------- | -------------------- |
| Чоловіки | 456     | 95                 | 321              | 40                   |
| Жінки    | 421     | 63                 | 283              | 75                   |
| Разом    | 877     | 158                | 604              | 115                  |